# Alexisonfire
Alexisonfire var en post-hardcoregrupp från Ontario, Kanada bildad 2001. Namnet är menat att uttalas "Alexis on fire". Bandet meddelade sina fans den 5 augusti 2011 att de splittrats.
Bandet beskriver sin musik som "ljudet av ett knivslagsmål mellan två "Catholic high-school"-tjejer" (vilket är en referens till deras låt "A Dagger Through the Heart of St. Angeles"). Bandet lämnade undergroundscenen 2001 via sitt självbetitlade debutalbum som imponerade på kritikerna och sålde guld.
Bandet har efter det släppt tre album Watch Out! 2004 och Crisis 2006, som båda gav platinaskivor i hemlandet Kanada. Old Crows / Young Cardinals, släpptes den 23 juni 2009.

## Medlemmar
- George Pettit - ledsång (2001-2011)
- Dallas Green - gitarr, sång, piano (2001-2011)
- Chris Steele - basgitarr (2001-2011)
- Wade MacNeil - sologitarr, bakgrundssång (2001-2011)
- Jordan "Ratbeard" Hastings - trummor (2005-2011)
- Jesse Ingelevics - trummor (2005-2011)

## Diskografi

### Studioalbum
- 2002 – Alexisonfire
- 2004 – Watch Out!
- 2006 – Crisis
- 2009 – Old Crows / Young Cardinals

### EP
- The Bled/Alexisonfire Split 7" (Sore Point Records)
- Accidents/No Transitory 7" (Sore Point Records)
- Math Sheet Demos (2002)
- Pink Heart Skull Sampler (2002)
- Brown Heart Skull Sampler (2004)
- The Switcheroo Series: Alexisonfire vs. Moneen (2005)
- Boiled Frogs 7" BBC Radio 1 Sessions (2006)
- Dog's Blood (2010)
- Death Letter (2012)

### Singlar
| År   | Låt                                                | UK  | Album                                          |
| ---- | -------------------------------------------------- | --- | ---------------------------------------------- |
| 2002 | "Pulmonary Archery"                                | —   | Alexisonfire                                   |
| 2002 | "Counterparts and Number Them"                     | —   | Alexisonfire                                   |
| 2002 | "Waterwings (And Other Poolside Fashion Faux Pas)" | —   | Alexisonfire                                   |
| 2004 | "Accidents"                                        | —   | Watch Out!                                     |
| 2004 | "No Transitory"                                    | 182 | Watch Out!                                     |
| 2004 | "Hey, It's Your Funeral Mama"                      | —   | Watch Out!                                     |
| 2005 | "Passing Out In America/Accidents Are On Purpose"  | —   | The Switcheroo Series: Alexisonfire vs. Moneen |
| 2006 | "This Could Be Anywhere in the World"              | —   | Crisis                                         |
| 2006 | "Boiled Frogs"                                     | —   | Crisis                                         |
| 2007 | "Rough Hands"                                      | —   | Crisis                                         |
| 2007 | "Drunks, Lovers, Sinners and Saints"               | —   | Crisis                                         |
| 2009 | "Young Cardinals"                                  | —   | Old Crows / Young Cardinals                    |